# Francisco Gento
Francisco "Paco" Gento, född 21 oktober 1933 i Guarnizo i Kantabrien, död 18 januari 2022 i Madrid, var en spansk professionell fotbollsspelare som också var känd under smeknamnet "Paco". Gento, som spelade som vänsterytter, var känd för sin snabbhet och dribblingsskicklighet. Han gjorde också en hel del mål med tanke på spelposition - totalt 156 mål/517 ligamatcher under en proffskarriär som varade nästan 20 år.
Gento debuterade i spanska ligan (Primera Division) säsongen 1952/53 för Racing Santander. Real Madrid köpte honom inför säsongen 1953/54. Gento stannade i den spanska storklubben ända fram till han avslutade sin karriären 1971. Gento vann under Real Madrid-tiden kanske fler titlar än någon annan spelare någonsin har gjort på klubbnivå. Gento var en viktig kugge i det lag som vann den nystartade Europacupen för mästarlag (föregångaren till Champions League) fem år i rad 1956-60 och som många anser är det bästa klubblaget genom tiderna. Bland lagkamraterna återfanns bl.a. superstjärnorna Alfredo Di Stéfano, Ferenc Puskás och Raymond Kopa. Gento avgjorde finalen 1958 mot AC Milan (3-2) och vann turneringen en sjätte gång 1966 vilket är rekord för en enskild spelare.
Gento spelade totalt 43 landskamper för Spanien och gjorde 5 mål. Efter karriären tränade han några klubbar i Spanien innan han tackade ja till ett jobb som ambassadör för Real Madrid.

## Meriter med Real Madrid
- Europacupmästare 1956, 57, 58 , 59,60, 66 - finalist 1962, 1964
- Ligamästare 12 gånger
- Spansk cupmästare 2 gånger
- Intercontinentalmästare 1960